# José María Albareda Herrera
José María Albareda Herrera (Caspe, 15 de abril de 1902 — Madrid, 26 de fevereiro de 1966) foi um cientista espanhol. Desde 1939 até a sua morte foi o Secretário Geral e presidente do Conselho Superior de Pesquisas Científicas, a principal instituição científica da Espanha. Foi um dos primeiros membros do Opus Dei e amigo próximo do fundador Josemaría Escrivá.